# Eon (geologija)
Eon je u geologiji naziv za vrlo dugo vremensko razdoblje i najveća jedinica u geološkoj kronologiji. 
Eon se sastoji od era, ere se dijele na periode, periodi su sastavljeni od epoha, a epohe od doba. Sada smo u eonu fanerozoiku, njegovoj eri kenozoiku, njenom periodu kvartaru, njegovoj epohi holocenu i njenom megalajanskom dobu.  Fanerozoik traje već 540 milijuna godina i pokriva vremensko razdoblje u kojem žive životinje koje su u stanju ostaviti fosile s tvrdom ljušturom.
Prema međunarodnoj skali, eoni hadij, arhaik i proterozoik grupiraju se u supereon prekambrij. Tri eona prekambrija pokrivaju četiri milijarde godina u povijesti Zemlje prije nastanka tvrdoljušturnih životinja, dok fanerozoik pokriva sve ostalo. 
| Supereon   | Eon         | Era             | Ma = milijuna godina    |
| ---------- | ----------- | --------------- | ----------------------- |
|            | Fanerozoik  | Kenozoik        | 66 Ma do današnjeg dana |
| Mezozoik   | Fanerozoik  | 245 Ma – 66 Ma  |                         |
| Paleozoik  | Fanerozoik  | 570 Ma – 245 Ma |                         |
| Prekambrij | Proterozoik |                 | 2500 Ma – 570 Ma        |
| Prekambrij | Arhaik      |                 | 3800 Ma – 2500 Ma       |
| Prekambrij | Hadij       |                 | 4550 Ma – 3800 Ma       |